# Isola Formica
Formica è un'isola dell'Italia appartenente all'arcipelago delle isole Egadi, in Sicilia.
È un piccolo lembo di terra che si trova tra l'isola di Levanzo e la costa, di fronte alla città di Trapani. Amministrativamente fa parte del comune di Favignana.

## Storia
È stata abitata nel corso dei secoli da Fenici, Cartaginesi, Greci, Italici, Romani, Arabi, Normanni.
Di proprietà privata, appartiene dagli anni '80 a "Mondo X", una comunità terapeutica per tossicodipendenti fondata da Padre Eligio.
Sull'isolotto di Formica esiste ancora una vecchia tonnara un tempo di proprietà dei Florio, con i resti di due antichi edifici. Inoltre vi si trovano una costruzione fortificata con una torre, su cui è costruito un faro, e un mulino. Vi è situata anche una chiesetta molto antica, detta la chiesa del rais. Tutti  edifici recuperati. Inoltre è presente un piccolo museo che custodisce varie anfore e un'antica barca perfettamente conservata, utilizzata una volta per la mattanza.
L'isola possiede un piccolo porto, adatto solo a diporti o piccole barche, ma l'attracco deve essere preventivamente autorizzato dai proprietari dell'isola. 

## Geografia
Lo specchio di mare che circonda l'isola è ricompreso nella zona "B" della Riserva naturale marina Isole Egadi
Le località più vicine all'Isola di Formica sono l'Isola di Levanzo (a 4,4 km), la costa trapanese (a 7,4 km) e l'Isola di Favignana (a 7,6 km). A circa 600 m ad ovest dall'isola si trova lo scoglio di Maraone.